# Новобелица (Могилёвский район)
Новобелица (бел. Навабеліца) — деревня в составе Семукачского сельсовета Могилёвского района Могилёвской области Республики Беларусь.

## Население
- 1999 год — 20 человек
- 2010 год — 11 человек